# Antonio Lozano (actor)
Antonio Lozano (Madrid, 1959) es un actor español, más conocido por interpretar el papel de Armando Caballero en la telenovela Acacias 38.

## Biografía
Antonio Lozano nació en 1959 en Madrid (España), y además de actuar también se dedica al teatro.

## Carrera
Antonio Lozano actuó en obras como Estación Victoria de Harold Pinter y dirigida por Inma Sancho, en Pedro y el capitán de Mario Benedetti y dirigida por Davinia Lekaux y en Antes te gustó la lluvia de Lot Vekemans y dirigida por Eva Diez. A lo largo de su carrera protagonizó diversas películas como Escorpión: Alerta roja, La banda del TransAm rojo y Vincenzo Bellini: I Puritani. En 1997 protagonizó la serie El rey de la mafia. En 1999 protagonizó la serie Monjas narcotraficantes y Guerra de narcos . En 2007 intervino en el telefilme Mi gober precioso dirigido por Aurora Martínez. De 2019 a 2021 fue elegido por TVE para interpretar el papel de Armando Caballero en la telenovela emitida en La 1 Acacias 38 y donde actuó junto a actores como Amparo Fernández, Sandra Marchena, Jorge Pobes, Aria Bedmar y Ylenia Baglietto. En el 2021 protagonizó la serie La que se avecina.

## Filmografía

### Cine
| Año  | Título                                           | Director             |
| ---- | ------------------------------------------------ | -------------------- |
| 1993 | Escorpión: Alerta roja                           | José Medina          |
| 1994 | El vengador de Sinaloa                           | José Loza            |
| 1995 | La hiena humana                                  | Ismael Rodríguez Jr. |
| 1996 | Traición con traición se paga                    | Aurora Martínez      |
| 1996 | La verdadera historia de Jonas Arango            | Aurora Martínez      |
| 1996 | Changos, monos y gorilas                         | Ángel Sancho         |
| 1997 | Vengarse matando                                 | Aurora Martínez      |
| 1997 | Traiciones y canciones                           | Ángel Sancho         |
| 1997 | Sanguinolenta venganza                           | Ángel Sancho         |
| 1997 | El cielo no tiene fronteras...                   | Ángel Sancho         |
| 1997 | Asesino en la oscuridad                          | Salvador Celis       |
| 1998 | Tijuana, ciudad de narcos                        | Aurora Martínez      |
| 1998 | Sheriff Muerte                                   | Patricia F. Sáenz    |
| 1998 | Sangre indomable                                 | Tony Martínez Jr.    |
| 1998 | Justicia para un criminal                        |                      |
| 1998 | 3 en 1                                           | Eduardo Martínez     |
| 1999 | La banda del TransAm rojo                        | Aurora Martínez      |
| 1999 | El hijo del demonio                              | Luis Estrada         |
| 1999 | El fantasma de la coca                           | Aurora Martínez      |
| 2004 | Por tu ingrato amor                              | Aurora Martínez      |
| 2004 | Monjas narcotraficantes II                       | Aurora Martínez      |
| 2004 | Las 4 bellas del norte (Convento de pervertidas) | Aurora Martínez      |
| 2004 | Nuestra botela de vino                           | Antonio Lozano       |
| 2005 | Vuelve el botas de avestruz                      | Aurora Martínez      |
| 2005 | Traficando con la blanca                         | Aurora Martínez      |
| 2005 | Para eso me gustabas Gallo                       | Aurora Martínez      |
| 2005 | Las siete muertas                                | Aurora Martínez      |
| 2005 | 10 Horas antes de morir                          | Aurora Martínez      |
| 2006 | Plomo en la sierra                               | Román Hernández      |
| 2006 | No le jale patrón                                | Aurora Martínez      |
| 2007 | La verdadera historia de la llorona              | Aurora Martínez      |
| 2007 | Mi Gober Precioso                                | Aurora Martínez      |
| 2008 | El héroe silencioso                              | Aurora Martínez      |
| 2009 | Voces de la montaña                              | Rafael Goyri         |
| 2012 | La Vida Breve                                    | Giancarlo Del Monaco |
| 2017 | Vincenzo Bellini: I Puritani                     | Evelino Pidò         |
| 2017 | El tiempo terminado                              | Belén Crespo         |
| 2018 | Poker                                            | Ramón Cárdena        |

### Televisión
| Año       | Título                  | Personaje         | Notas                                               |
| --------- | ----------------------- | ----------------- | --------------------------------------------------- |
| 1997      | El rey de la mafia      |                   |                                                     |
| 1999      | Monjas narcotraficantes |                   |                                                     |
| 1999      | Guerra de narcos        |                   |                                                     |
| 2007      | Mi gober precioso       |                   | Película de televisión dirigida por Aurora Martínez |
| 2019-2021 | Acacias 38              | Armando Caballero | 107 episodios                                       |
| 2021      | La que se avecina       |                   | 1 episodio                                          |

### Cortometrajes
| Año  | Título    | Personaje | Director        |
| ---- | --------- | --------- | --------------- |
| 1999 | Back Room |           | Guillem Morales |

## Teatro
| Título                     | Autor           | Director       |
| -------------------------- | --------------- | -------------- |
| Estación Victoria          | Harold Pinter   | Inma Sancho    |
| Pedro y el capitán         | Mario Benedetti | Davinia Lekaux |
| Antes te gustaba la lluvia | Lot Vekemans    | Eva Diez       |